# Вав (літера гебрайської абетки)
| Фінікійська | Звичайна | Звичайна | Курсив |
| ----------- | -------- | -------- | ------ |
| Waw         | ו        | ו        |        |

Вав (івр. וָו) — шоста літера гебрайської абетки. Походить від фінікійської .
В івриті вона позначає звук [v], а також служить «матір'ю читання» для задньоязичних голосних: [o:] та [u:]. ו на початку слова може означати сполучник «і».

## Unicode
| Unicode Codepoint | U+05d5            |
| Unicode-Name      | HEBREW LETTER VAV |
| HTML              | &#1493;           |
| ISO 8859-8        | 0xe5              |